# Тимофеев, Леонид Иванович
Леони́д Ива́нович Тимофе́ев (1904—1984) — советский литературовед и переводчик. Доктор филологических наук (1940), член-корреспондент АН СССР (1958), действительный член АПН СССР (1947 г., до 1966 г. академия называлась АПН РСФСР).

## Биография
Отец Тимофеева работал делопроизводителем в Московской городской управе, с 1919 в Отделе народного образования (умер в 1924). Тимофеев родился с парализованными ногами и всю жизнь передвигался на костылях. В 1922 окончил одногодичный курс Московского института журналистики и с рекомендацией В. М. Фриче поступил в ВЛХИ, окончив его в 1925. В 1928 окончил аспирантуру Института языка и литературы РАНИОН.
Преподавал в московских вузах (Институт красной профессуры, МИФЛИ, МГУ). В 1941—1970 заведующий Отделом советской литературы Института мировой литературы АН СССР.
В годы Великой Отечественной войны вёл дневник, опубликованный в 2000-е годы.

### Семья
- братья Вячеслав и Борис воевали в армии Деникина и умерли в эмиграции
- сестра Зинаида до революции окончила юридический факультет Московского университета, всю жизнь проработала школьной учительницей и жила в семье Л. Тимофеева, помогая воспитывать его детей
- жена Софья Ивановна Леушева (1898—1974), литературовед

## Награды и премии
- 3 ордена Трудового Красного Знамени (10.06.1945; …; 04.01.1984)
- орден Дружбы народов
- орден «Знак Почёта»
- медали
- Премия имени М. В. Ломоносова (1958)

## Основные работы
Книги
- Проблемы стиховедения: Материалы к социологии стиха. — М.: Федерация, 1931. 227, [5] с.
- Теория стиха. — М.: Гослитиздат, 1939. 232 с.
- Теория литературы. Основы науки о литературе: [Учебник для педагогических вузов и университетов]. — М.: Учпедгиз, 1945. 328 с. (2-е изд., доп. 1948. 384 с.).
- Проблемы теории литературы. — М.: Учпедгиз, 1955. 302 с.
- Очерки теории и истории русского стиха. — М.: Гослитиздат, 1958. 415 с.
- Основы теории литературы: [Учебное пособие для университетов и педагогических институтов]. М.: Учпедгиз, 1959. 447 с. (5-е изд., испр. и доп. М.: Просвещение, 1976. 448 с.).
- Словарь литературоведческих терминов. — М., 1974, 1988 (совм. с В. В. Тураевым).
- Советская литература: Метод, стиль, поэтика. — М.: Советский писатель, 1964. 523 с.
- По воле истории. — М., 1979.
- Слово в стихе. — М.: Советский писатель, 1982. 342 с. (2-е изд., доп. 1987. 420, [2] с.).

Статьи
- Советская литература и художественный прогресс // Новый мир. 1973. № 11.